# Чойропов, Сандажап Баяндуевич
Сандажап Баяндуевич Чойропов (1926-1997) — советский передовик производства, звеньевой колхоза имени Кирова Баргузинского аймака Бурят-Монгольской АССР. Герой Социалистического Труда (1948).

## Биография
Родился в 1926 году в улусе Улюкчикан Баргузинского района Бурят-Монгольской АССР в бурятской семье. 
С 1941 года после окончания начальной школы, учился в Баянгольской средней школе, в период Великой Отечественной войны он был вынужден оставить учёбу и пойти работать в колхоз имени С. М. Кирова Баргузинского аймака Бурят-Монгольской АССР, работая в колхозе его принимают в ряды членов ВЛКСМ и вскоре благодаря своей отличной работе был назначен — руководителем молодёжно-комсомольского полеводческого звена колхоза имени С. М. Кирова Баргузинского района.
С 1942 по 1945 год в трудные военные годы молодёжно-комсомольское полеводческое звено под руководством С. Б. Чойропова добивается получения высоких урожаев озимых, всё это было благодаря напряженному труду всего звена, применению и реализации передовых методов выращивания зерновых культур. С. Б. Чойропов был постоянным участником съездов передовиков, бригада под его руководством участвует в соревновании за присвоение звания фронтовой бригады. 
С 1945 года в послевоенные годы С. Б. Чойропов своим неустанным трудом добивается еще больших результатов. В 1947 году полеводческое звено под его руководством, получило урожай пшеницы — 34,98 центнера с гектара на площади —  27,3 гектара. 
29 марта 1948 года Указом Президиума Верховного Совета СССР «за получение высоких урожаев пшеницы при получении колхозом обязательных поставок и натуроплаты за работу МТС в 1947 году и обеспеченности семенами зерновых культур для весеннего сева 1948 года» Сандажап Баяндуевич Чойропов был удостоен звания Героя Социалистического Труда с вручением Ордена Ленина и золотой медали «Серп и Молот».
В последующем  перешёл в овцеводство, работал старшим чабаном колхоза «Улюнский» Баргузинского района, добивался наилучших результатов по выходу молодняка и настригу шерсти. В дальнейшем переехал в город Улан-Удэ занимался педагогической деятельностью. 
После выхода на заслуженный отдых жил в городе Улан-Удэ. Умер в 1997 году.

## Награды
- Медаль «Серп и Молот» (29.03.1948)
- Орден Ленина (29.03.1948)